# Hipertensão portal
Hipertensão portal é uma condição médica caracterizada por pressão arterial acima do normal nas ramificações da veia porta. A veia porta é uma grande veia que transporta sangue do intestino para o fígado. Embora a condição em si não cause sintomas, as complicações podem resultar em aumento de volume do abdómen, desconforto abdominal, confusão, sonolência e hemorragias no sistema digestivo.
A hipertensão portal pode ter várias causas. A causa mais comum em países ocidentais é cirrose do fígado. O diagnóstico tem por base os sintomas e um exame físico, podendo ser confirmado com ecografia, TAC, ressonância magnética ou biópsia hepática.
O tratamento consiste em tratar as causas subjacentes e medicamentos para diminuir a pressão arterial na veia porta. Nos casos com complicações graves e hemorragias internas pode ser necessário tratamento de emergência. Em alguns casos pode ser necessário realizar um transplante de fígado ou uma derivação portossistémica.

## Anatomia do Sistema Venoso Portal
O sistema venoso portal é constituído por veias que drenam o sangue da porção intra-abdominal do trato alimentar, baço, pâncreas e vesícula biliar. A veia porta propriamente dita tem 6 a 8 cm de comprimento  e  é  formada  pela  junção  das  veias esplênica e mesentérica superior. No hilo hepático, a veia porta divide-se em dois ramos, o direito, que supre de sangue o lobo direito do fígado, e o esquerdo, que  leva  sangue  para  os  lobos  esquerdo,  caudado  e quadrado.  As  veias  esplênicas  originam-se  no  hilo esplênico, unem-se com as veias gástricas curtas para formar a veia esplênica principal que recebe sangue da veia gastroepiplóica esquerda e de várias tributárias que drenam o pâncreas. A veia mesentérica inferior drena o sangue do cólon esquerdo e do reto e, geralmente, penetra no terço médio da veia esplênica. A  veia  gástrica  esquerda,  geralmente,  une-se  à  veia porta,  na  sua  origem,  mas  pode  drenar  para  a  veia esplênica. A veia mesentérica superior é formada por tributárias que drenam o lado direito do cólon, intestino delgado e cabeça do pâncreas. O sangue portal é levado pelos ramos terminais da veia porta até os sinusóides e,  desses, para as veias centrolobulares que drenam para as veias hepáticas e estas para a veia cava  inferior.

## Aspectos Fisiopatológicos da Hipertensão Portal
A pressão (∆P) no sistema portal como em qualquer outro sistema vascular, é o resultado da interação entre  o  fluxo  sanguíneo  (Q) e a resistência vascular (R) que se opõe a esse fluxo; é representada matematicamente de acordo com a lei de Ohm como ∆P= Q x R. Assim, a pressão portal pode aumentar, se houver aumento do fluxo sanguíneo portal ou aumento da resistência vascular ou de ambos.

## Causas
A hipertensão portal pode ter várias causas. A causa mais comum em países ocidentais é cirrose do fígado.
De acordo com local acometido, a hipertensão portal pode ser classificada como:
a) Pré-hepática: Trombose da veia esplênica; Trombose da veia porta; Esplenomegalia maciça (síndrome de Banti); Cavernomatose da veia porta.
b) Intra-hepática:
I.Pré sinusoidal: Esquistossomose; Fibrose hepática congênita; 
II.Sinusoidal: Cirrose hepática; Hepatite crônica. 
III.Pós sinusoidal: Obstrução sinusoidal hepática (síndrome veno-oclusiva) 
c) Pós-hepática: Síndrome de Budd-Chiari; Malformações congênitas na veia cava inferior; Causas cardíacas (miocardiopatia restritiva, pericardite constritiva, insuficiência cardíaca congestiva grave).

## Manifestações Clinicas
A hipertensão portal é usualmente assintomática, sendo seus sinais e sintomas decorrentes das complicações da afecção. As três complicações primárias consistem em varizes gastroesofágicas que correspondem às colaterais portossistêmicas, ascite e hiperesplenismo.
Além disso, uma veia porta alargada (dilatada) conforme observada em uma tomografia computadorizada ou ressonância magnética pode levantar a suspeita sobre hipertensão portal. Um valor de corte de 13 mm é amplamente utilizado a esse respeito, mas o diâmetro costuma ser maior do que em indivíduos normais também.

## Diagnóstico
As manifestações clínicas e exame físico têm papel especial na composição do diagnóstico.  O diagnóstico tem por base os sintomas e um exame físico, podendo ser confirmado com ecografia, TAC, ressonância magnética ou biópsia hepática. A ultrassonografia (US) é a técnica de imagem de primeira linha para o diagnóstico e acompanhamento da hipertensão portal, pois é não invasiva, de baixo custo e pode ser realizada no local.

## Tratamento
O tratamento consiste em tratar as causas subjacentes e medicamentos para diminuir a pressão arterial na veia porta. Nos casos com complicações graves e hemorragias internas pode ser necessário tratamento de emergência. Em alguns casos pode ser necessário realizar um transplante de fígado ou uma derivação portossistémica.

### Prevenção do sangramento
Tanto o tratamento farmacológico (β-bloqueadores não específicos, mononitrato de nitrato isossorbida, vasopressina como a terlipressina) quanto o endoscópico (ligadura com bandagem) apresentam resultados semelhantes. TIPS (desvio portossistêmico intra-hepático transjugular) é eficaz na redução da taxa de ressangramento. O manejo do sangramento varicoso ativo inclui a administração de drogas vasoativas (somatostatina, octreotida), ligadura endoscópica, tamponamento com balão e TIPS. 

### Tratamento Endovascular (tips)
As técnicas por transjugular intrahepatic portosystemic shunt (TIPS) tem como objetivo principal o controle do sangramento através da introdução de prótese vascular por meio da veia jugular até o interior do fígado. Esta prótese funcionará como uma ponte de ligação entre o ramo intra hepático da veia porta com veias hepáticas que drenam o fluxo sanguíneo para a veia cava inferior. As principais desvantagens desta técnica são: alto custo, curto período de eficácia e troca do dispositivo.

### Tratamento Cirúrgico
O tratamento cirúrgico da hipertensão portal foi muito utilizado até o surgimento dos tratamentos endoscópicos. O paciente que apresenta hipertensão portal geralmente possui um distúrbio hemodinâmico e para que ele seja submetido à cirurgia de derivação de fluxo, é necessário que esteja compensado hemodinamicamente. A técnica de anastomose portocava terminolateral é a mais utilizada, pois propicia controle do sangramento e previne possíveis recidivas em quase totalidade dos pacientes. Como todas as técnicas descritas aqui, esta também pode trazer complicações ao paciente, sendo encefalopatia hepática a mais comum.